# 2790 Needham
A 2790 Needham (ideiglenes jelöléssel 1965 UU1) a Naprendszer kisbolygóövében található aszteroida. A Bíbor-hegyi Obszervatórium fedezte fel 1965. október 19-én.